# Eugène Marais

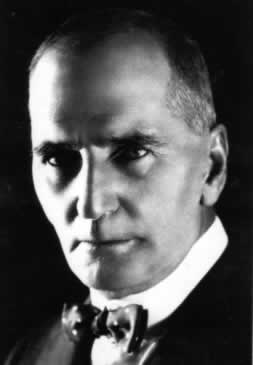
Eugène Marais

Eugène Nielen Marais (n. 9 ianuarie 1871, Pretoria, Africa de Sud – d. 29 martie 1936, Pelindaba⁠(d), North West, Africa de Sud) a fost un jurist, naturalist și scriitor sud-african de limbă afrikaans.
A scris o lirică muzicală de mare sensibilitate, inspirată din motive ale folclorului negru.
Alături de Gustav Preller și Jan Hendrik Hofmeyr de Waal, a fost unul dintre principalii reprezentanți ai literaturii în limbă afrikaans.
Încă din tinerețe a fost dependent de morfină.
Din cauza unei crize de sevraj, se sinucide prin împușcare

## Scrieri
- 1925: Gedigte ("Poezii");
- 1933: Die huis van die vier winde ("Casa celor patru vânturi");
- 1934: Die leeus van Magoeba ("Leii din Maguba").